# Vivisezione
La vivisezione (dal latino vivus -a -um, vivo, e sectio -onis, taglio) è un metodo di studio e ricerca consistente in operazioni di dissezione effettuate su animali vivi. Il termine si riferisce agli esperimenti compiuti nei secoli passati, e in particolare alle metodologie di studio diffuse nei secoli XVII-XIX, consistenti in operazioni di dissezione praticate su animali (mammiferi, uccelli, rettili, anfibi, pesci) vivi e coscienti ..
In ambito scientifico i termini vivisezione e sperimentazione animale non hanno lo stesso significato sebbene i gruppi che si oppongono alla sperimentazione animale indichino questa come vivisezione (e tali gruppi definiti antivivisezionisti) in modo strumentale. Il termine vivisezione infatti ha una connotazione negativa implicando l'idea di dolore, torture e morte..

## Storia

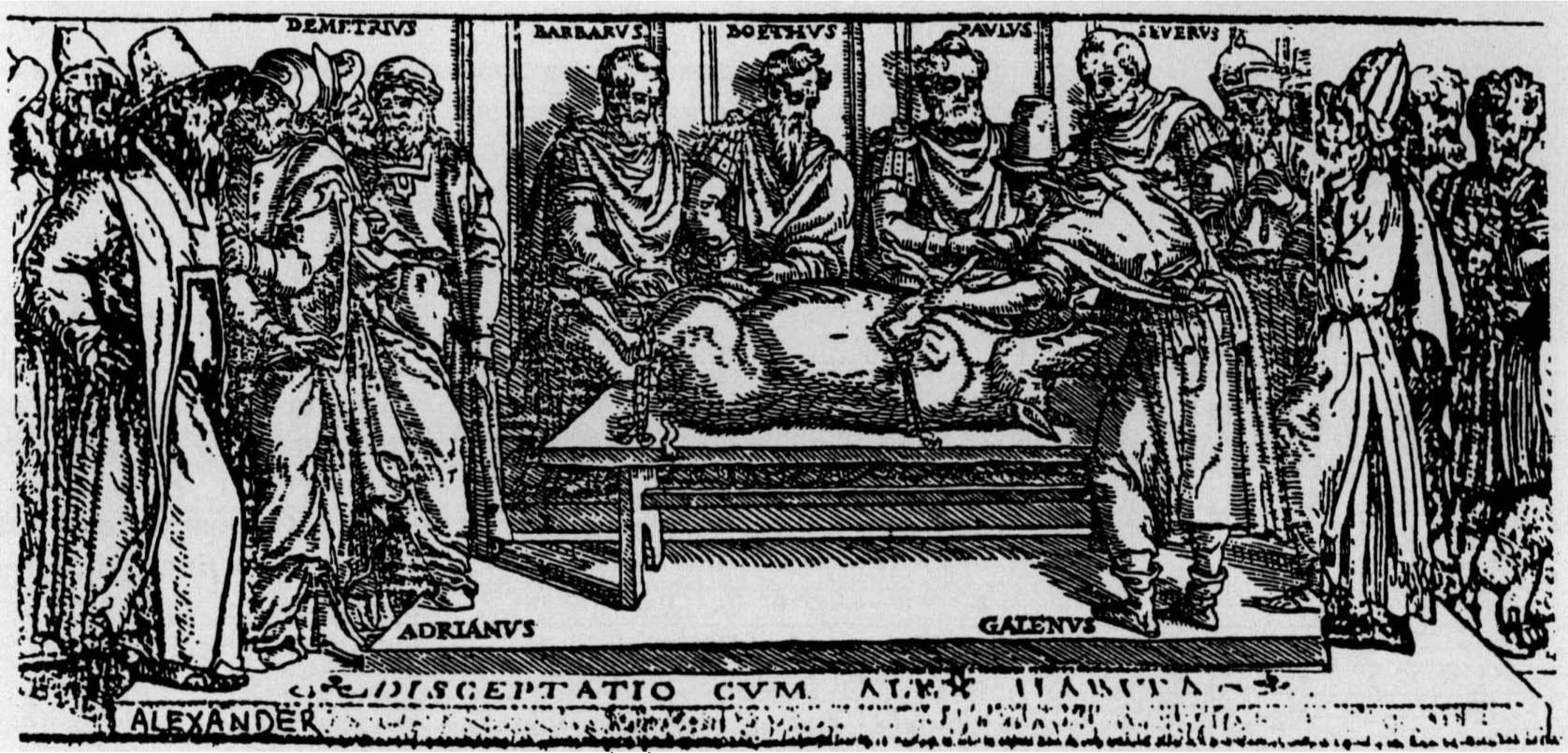
Immagine dal pannello inferiore del frontespizio all'edizione Junta del 1541 delle opere di Galeno: raffigura Galeno che dimostra che i nervi laringei ricorrenti rendono un animale senza voce, se tagliati.

Il termine vivisezione fu coniato nel Settecento, ma tale metodo risale a molti secoli prima. Questi esperimenti si conducevano anche nel Cinquecento dopo la riscoperta delle ricerche anatomiche di Galeno, ma solo dalla seconda metà del Seicento, insieme all'intensa ricerca fisiologica e anatomica di quest'epoca, vi fu un più assiduo uso di osservazioni su animali vivi sezionati, con una ricerca imperniata soprattutto sullo sviluppo della problematica di William Harvey, che nella prima metà del secolo aveva scoperto la circolazione sanguigna e la funzione del cuore tramite vivisezioni su un gran numero di animali. È in questo periodo che si diffondono le idee meccaniciste del filosofo Cartesio, con la teoria dell'animale-macchina, secondo cui le manifestazioni di dolore dell'animale non sono che risposte a stimoli.
Non tutti gli scienziati dell'epoca, però, seppur fondamentalmente meccanicisti, credevano all'insensibilità dell'animale. Il fisico e chimico Robert Boyle giustificava la propria attività sugli animali su un più classico piano teologico, attenendosi all'idea che Dio avesse affidato il creato all'uomo perché lo amministrasse e se ne servisse, ammettendo però che gli animali provano dolore e rifiutando le idee di Cartesio.
Robert Hooke, proprio in una lettera a Boyle del novembre 1664, manifestò la sua incapacità di rimanere indifferente alle sofferenze degli animali usati negli esperimenti, rifiutandosi di sottoporre a torture ancora altri animali e suggerendo che si sarebbe dovuta almeno trovare una maniera di anestetizzarli, anche se riconosceva che nessun oppiaceo sarebbe stato sufficiente. Hooke inoltre riteneva che la vivisezione causasse un tale violento disordine nel fenomeno naturale osservato da rendere incerta la validità delle osservazioni stesse, preferendo pertanto il lavoro al microscopio. L'olandese Frederik Ruysch, studioso del sistema linfatico, abbandonò del tutto la vivisezione. In Inghilterra la vivisezione conobbe un declino tra la fine del Seicento e l'inizio del Settecento, durante il quale sia in Francia che in Inghilterra si formò un riconoscibile filone antivivisezionista.

## Vivisezione e sperimentazione animale
In ambito scientifico i due termini vivisezione e sperimentazione animale non hanno lo stesso significato: con vivisezione si intendono tutte le pratiche chirurgiche, sperimentali e non, che si effettuano su animali vivi, atte a causare sofferenza. Con l'appellativo sperimentazione animale ci si riferisce a tutte quelle tecniche utilizzate ai fini della sperimentazione e della ricerca che coinvolgono sia animali anestetizzati (totalmente o localmente) relativamente all'ambito della chirurgia, sia animali utilizzati nella ricerca di base relativamente alla genetica, alla biologia dello sviluppo, agli studi comportamentali e alla ricerca biomedica o per i test farmacologici e tossicologici.
Dalle organizzazioni che si oppongono a tale pratica, il termine è usato come sinonimo di sperimentazione animale; questo uso tuttavia è considerato strumentale e improprio dalla comunità scientifica. La stessa opinione pubblica infatti reagisce in modo diverso – e le risposte cambiano radicalmente – a seconda che venga chiesto se si è contro la vivisezione oppure contro l'impiego degli animali nel progresso della medicina. Per questo motivo, tale equivalenza semantica è contestata da coloro che svolgono ricerca utilizzando i modelli animali.
Oggi il termine vivisezione viene usato impropriamente da chi contesta la sperimentazione animale (detti anche antivivisezionisti) per indicare, per sineddoche, la stessa. Il termine vivisezione infatti ha una connotazione negativa implicando l'idea di dolore, torture e morte.
Ad esempio, nell'Enciclopedia Treccani alla voce vivisezione si legge «Atto operatorio su animali vivi, svegli o in anestesia totale o parziale, privo di finalità terapeutiche ma tendente a promuovere, attraverso il metodo sperimentale, lo sviluppo delle scienze biologiche, o a integrare l'attività didattica o l'addestramento a particolari tecniche chirurgiche, o, più raramente, a fornire responsi diagnostici.» mentre nell'Enciclopedia Britannica si può leggere «Operazione su un animale vivo per scopi sperimentali o terapeutici; più in generale, qualsiasi esperimento su animali vivi», sebbene gli stessi dizionari rilevino come il termine sia usato da coloro che si oppongono a questa pratica.
Inoltre, il termine vivisezione viene talvolta usato in questo senso anche dai media o in documenti politici: ad esempio, in occasione della nuova direttiva dell'Unione europea sulla sperimentazione animale approvata nel 2010, alcuni quotidiani e TG televisivi hanno dato spazio alla notizia usando anche il termine vivisezione.
La Corte di cassazione in Italia si è pronunciata contro l'uso dei due termini come sinonimi quando il fine è quello di screditare i ricercatori, sentenziando che “la ricerca sugli animali non è vivisezione, e chi usa il termine in modo scorretto commette reato”.